# Encyclia steinbachii
Encyclia steinbachii är en orkidéart som beskrevs av Rudolf Schlechter. Encyclia steinbachii ingår i släktet Encyclia och familjen orkidéer. Inga underarter finns listade i Catalogue of Life.